# Magaajyia Silberfeld
Pour les articles homonymes, voir Silber et Silberfeld.
Magaajyia Silberfeld (née le 30 août 1996, à Paris) est une actrice et réalisatrice franco-nigérienne

## Biographie
Sarah Magaajyia Silberfeld commence le théâtre à 11 ans et apparait dans le premier film de Géraldine Bajard, La Lisière, en 2011. Elle étudie les lettres à Paris puis suit le cours, à Los Angeles, du Lee Strasberg Institute en 2013, du Playhouse West Repertory Theater en 2014 et du Susan Batson Studio en 2015,, où elle réalise trois courts-métrages : Me There* avec Mabô Kouyaté, Ride or Die, avec Roxane Depardieu, qui remporte le prix du Best Ensemble à l'édition 2016 du Queens World Film Festival et Vagabonds avec Danny Glover.
Elle joue dans deux films réalisés par sa mère, Rahmatou Keïta : en 2014, le court-métrage L'Alliance (Jín'naariyâ !) puis en 2016, en songhaï le rôle principal du long-métrage L'Alliance d'or (Zin'naariyâ!)), qui fait partie du premier film nigérien proposé lors de la 91e cérémonie des Oscars.
En 2017, elle obtient une licence de philosophie à l'université Paris Nanterre.
En 2018, elle participe avec seize autrices à l'ouvrage Noire n'est pas mon métier, publié aux éditions du Seuil, présenté au Festival de Cannes, le 16 mai 2018. Elle communique régulièrement sur les stéréotypes liés à la couleur de peau dans le milieu du cinéma, par exemple dans le contexte de la cérémonie des César 2021. En 2021, elle déclare prendre exemple sur Doris Payne (en), voleuse de diamants afro-américaine avec du sang amérindien de 90 ans à l’aise et élégante.
Elle est curatrice de la section « Décryptage » de l'édition 2019 du Festival international de films de Fribourg,, où elle présente le documentaire de sa mère, Al’lèèssi… Une actrice africaine (2004), un portrait de l'actrice nigérienne Zalika Souley.
En 2020, elle lit le Salut à la division Leclerc de Jean Cocteau dans le neuvième épisode de la série de treize vidéos tournées par la ville de Paris pour commémorer le 76e anniversaire de la libération de Paris.
En 2021, elle est invitée par le styliste et couturier Roland Mouret à créer un court-métrage de présentation de sa collection printemps été 2022. Elle réalise avec Elias Borst le film Terma, tourné à Égine, dans lequel elle joue également. Le court-métrage est projeté au Soho Hotel pendant la Fashion Week de Londres.

## Famille
Magaajyia Silberfeld est la fille de l'écrivain et journaliste français Antoine Silber et de la réalisatrice nigérienne Rahmatou Keïta. D'origine sahélienne, peuhl, sonrhay et mandingue, sa grand-tante était l'épouse du sultan de Zinder. Elle a un demi-frère, Victor et deux demi-sœurs, Judith Silberfeld et Léonor. Elle est la petite fille de l'écrivain et traducteur, Jacques Silberfeld et l'arrière petite fille de l'économiste Armand Megglé.

## Filmographie

### Actrice

#### Longs métrages
- 2011 : La Lisière de Géraldine Bajard
- 2016 : L'Alliance d'or (Zin'naariyâ!) de Rahmatou Keïta
- 2024 :  The Return, le retour d'Ulysse (The Return)  d'Uberto Pasolini  : Demea

#### Courts métrages
- 2014 : Me There*
- 2015 : Ride or Die
- 2017 : Vagabonds
- 2021 : Terma

#### Télévision
- 2023: Salade grecque: Zita

### Réalisatrice

#### Courts métrages
- 2014 : Me There*[22]
- 2015 : Ride or Die, co-réalisé avec Alec Tibaldi[23]
- 2017 : Vagabonds[24]
- 2021 : Terma[25]

### Clips
- 2021: Pearl & the Oysters - ELECTRONIC BOOGALOO[26] (actrice, scénariste, productrice)
- 2021: Requin Chagrin - Bye Bye Baby[27] (actrice)

## Publication
- « Paris-Los Angeles », in Aïssa Maïga (dir.), Noire n'est pas mon métier, Paris, Éditions du Seuil, 3 mai 2018, 128 p. (ISBN 978-2-02-140119-6)